# Реактивная система залпового огня

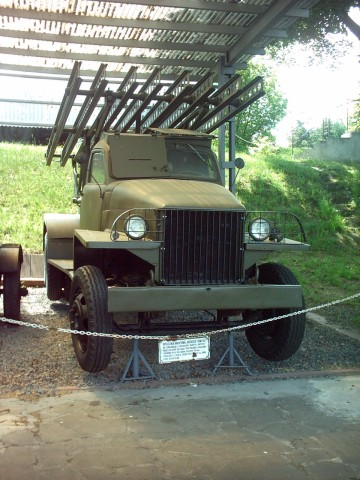
БM-13 «Катюша» на шасси Studebaker US6

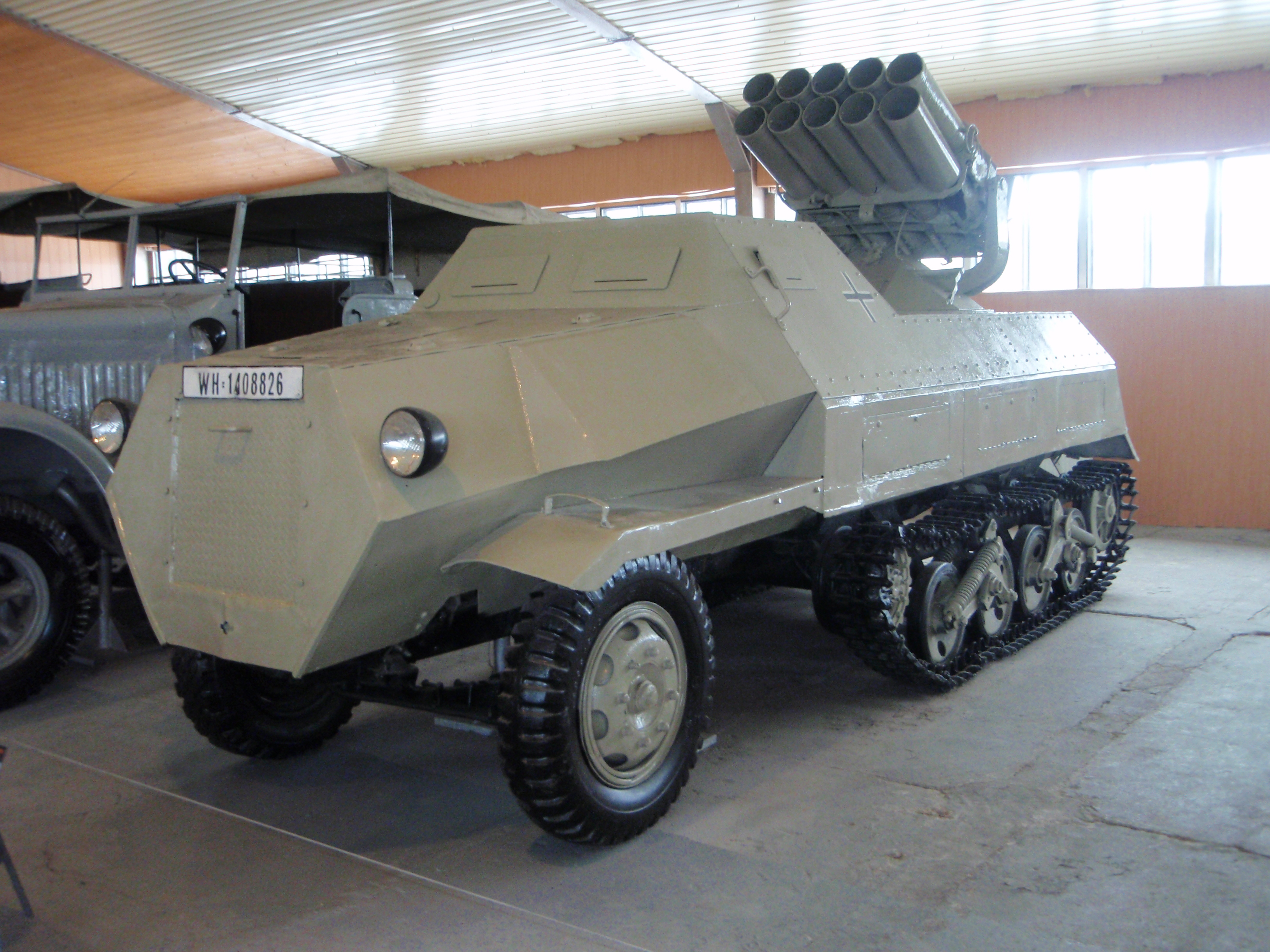
Немецкая самоходная РСЗО Sd.Kfz.4-1 в Бронетанковом музее в Кубинке

Реактивная система залпового огня (РСЗО) — комплекс ракетного вооружения, включающий многозарядную пусковую установку и реактивные снаряды (неуправляемые ракеты, реактивные глубинные бомбы), а также вспомогательные средства (транспортная или транспортно-заряжающая машины) и другое оборудование.
РСЗО относится к реактивной артиллерии.
Основной задачей РСЗО является борьба с танковыми группировками, войсками, рассредоточенными на значительных площадях, поражение прифронтовых ВПП, дистанционное минирование местности.
Системы РСЗО состоят на вооружении сухопутных войск, военно-воздушных сил и военно-морских флотов многих стран.
Применение реактивного двигателя в составе реактивного снаряда практически исключает действие силы отдачи при выстреле, что позволяет конструировать простые по устройству, лёгкие и сравнительно компактные многоствольные пусковые установки. Пусковые установки (ПУ) РСЗО могут устанавливаться на самоходные (колёсные и гусеничные) и буксируемые шасси, самолёты, вертолёты и корабли. В России самоходные ПУ называют боевыми машинами реактивной артиллерии, ПУ РСЗО, устанавливаемые на самолётах (вертолётах), — пусковыми устройствами, а на кораблях — реактивными бомбомётными установками (существуют корабли с обычными ПУ РСЗО для стрельбы по наземным целям). Современные РСЗО имеют калибр снарядов до 425 миллиметров, максимальную дальность стрельбы от 45 километров и более (вплоть до 400 километров на отдельных образцах), несут от 4 до 50 реактивных снарядов, каждый из которых имеет свою отдельную направляющую (рельсовую или трубчатую) для запуска.
Многозарядность РСЗО определяет высокую огневую производительность и возможность одновременного поражения целей на значительных площадях, что вместе с внезапностью, достигаемой залповой стрельбой обеспечивает высокий эффект воздействия на противника. Основным недостатком систем реактивной артиллерии является сравнительно высокое рассеивание снарядов. В современных условиях для устранения этого недостатка на реактивные снаряды стали устанавливать системы управления полетом, корректирующие траекторию движения снаряда (например, инерциального типа и инерциальную, комбинированную с системой радиоуправления на конечном участке траектории — на российской РСЗО 9К58 «Смерч» и инерциальную комбинированную со спутниковой системой — на снарядах типа GMLRS американской РСЗО M270 MLRS).

## История
В качестве предка современных РСЗО называют многозарядную корейскую повозку Хвачха, разработку которой относят к XV веку, к временам правления короля Седжона Великого.
Первые действительно успешные попытки массированного боевого применения неуправляемых реактивных снарядов относятся к началу XIX века, когда около 200 пороховых ракет были выпущены в течение получаса при нападении англичан на Булонь в 1806 году, а также к так называемой «бомбардировке Копенгагена» в 1807 году. Применялись они и в англо-американской войне 1812—1815 годов и во время Наполеоновских войн, однако, несмотря на это, недостатки первых ракет привели к тому, что к середине XIX века интерес к ним как к оружию значительно снизился.
В России разработкой и производством ракет для военных нужд в 1820-х годах руководил Александр Дмитриевич Засядко. Разработал конструкцию 3-х типов снарядов и систему залпового огня из 6 ракет. Ракеты конструкции Засядко применялись в ходе Русско-турецкой войны 1828—1829 годов и сыграли решающую роль при взятии Браилова.
Возрождение неуправляемых реактивных снарядов как оружия связано с разработкой в СССР Реактивным научно-исследовательским институтом (РНИИ) в период 1927—1937 годов реактивных снарядов РС-82 и РС-132, которые были приняты на вооружение РККВФ. РС-82 летом 1939 года на истребителях И-16 и И-153 впервые успешно применялись по воздушным целям в боях на реке Халхин-Гол. В ходе советско-финской войны (1939—1940 годы) 6 двухмоторных бомбардировщиков СБ были оснащены пусковыми установками для ракет РС-132. Пуски ракет РС-132 производились по наземным целям.
В 1939—1941 годах в РНИИ была создана многозарядная пусковая установка БМ-13, смонтированная на шасси грузового автомобиля ЗИС-6, которая 21 июня 1941 года была принята на вооружение, получив первое боевое крещение в середине июля 1941 года. Официально советские установки реактивной артиллерии всех типов во время Великой Отечественной войны назывались гвардейскими реактивными миномётами. К концу войны советская реактивная артиллерия имела свыше 3000 боевых машин всех типов.
В послевоенный период одним из наиболее известных случаев боевого применения РСЗО является массированное применение советскими войсками систем «Град» в советско-китайском пограничном конфликте на острове Даманском. Также РСЗО «Град» использовался Вьетнамом в войне против войск США и афгано-советскими войсками против мятежников в Афганистане.
Реактивная артиллерия активно применяется в современных конфликтах. На вооружении разных армий и даже различных вооруженных мятежников состоят практически все созданные в послевоенное время РСЗО. В частности РСЗО применяют обе стороны в войне в Донбассе, а также в гражданской войне в Сирии.
В современных условиях основными направлениями совершенствования РСЗО становятся: создание самонаводящихся и суббоеприпасов, повышение точности стрельбы за счет сопряжения РСЗО с современными системами разведки и целеуказания, увеличение дальности стрельбы, наращивание огневой производительности за счет увеличения калибра и автоматизации процесса заряжания, расширение номенклатуры боеприпасов

## Список РСЗО

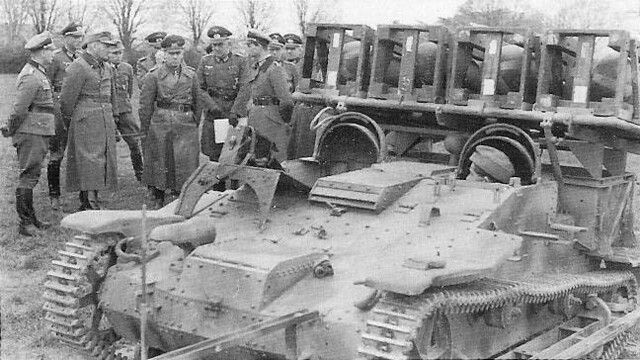
Немецкая модификация танкетки Рено UE в РСЗО: Selbstfahrlafette für 28/32 cm Wurfrahmen auf Infanterie-Schlepper UE (f)

### Вторая мировая война
- Советские: БМ-8-24 (1941), БМ-8-36, Катюши (БМ-8–48, БМ-13, БМ-13Н, БМ-31-12), горно-вьючная реактивная установка М-8[5].
- Немецкие: Nebelwerfer (1940), Wurfrahmen 40 (1940), 28/32 cm Nebelwerfer 41/42 (1941/1942), 21 cm Nebelwerfer 42 (1942), 15cm Panzerwerfer 42 Auf.Sf (1942)
- Американские: T34 «Каллиопа» (1943)

### Послевоенные
| Калибр | РСЗО с фиксированными направляющими                                                                                          | РСЗО со сменными ракетами                         |
| ------ | --- | ------------------------------------------------- |
| 80 мм  | Флейта |                                                   |
| 105 мм | Pampero |                                                   |
| 110 мм | LARS-1, LARS-2 |                                                   |
| 122 мм | БМ-21 «Град», Торнадо-Г, T-122, LAROM, Тип 89, Бастион-01, Бастион-02, 9К59 «Прима», RM-70, ZCRS-122, Pinaka, WR-40 Langusta | SR-5, Морава                                      |
| 127 мм | Bataleur | Astros II                                         |
| 128 мм | M-63 Plamen, М-77 «Огањ» | Морава                                            |
| 130 мм | Тип 82 |                                                   |
| 140 мм | Teruel-3, БМ-14 |                                                   |
| 160 мм | | LAR-160                                           |
| 180 мм | | Astros II                                         |
| 220 мм | БМ-27 Ураган (Бастион-03), ТОС-1, Буран                                                                                      | Ураган-1М, SR-5                                   |
| 227 мм | | MLRS, HIMARS                                      |
| 230 мм | | TOROS                                             |
| 240 мм | БМ-24Т, БМ-24, M-1991 |                                                   |
| 260 мм | | TOROS                                             |
| 262 мм | М-87 «Оркан» |                                                   |
| 273 мм | WM-80 |                                                   |
| 300 мм | БМ-30 Смерч, 9К515 «Торнадо-С», PHL-03, KN-09, A-100, AR1A                                                                   | Ураган-1М, Astros II, AR-3, PHL-191, Ольха (РСЗО) |
| 301 мм | Полонез |                                                   |
| 302 мм | WS-1 |                                                   |
| 370 мм | | AR-3, PHL-191                                     |
| 400 мм | WS-2, WS-3 |                                                   |
| 425 мм | WS-2D |                                                   |

## Типы используемых боевых частей
- Осколочные
- Осколочно-фугасные
- Кумулятивно-осколочные
- Кумулятивные
- Кассетные
- Трассирующие
- Зажигательно-дымовые
- Зажигательные
- Термобарические
- Химические
- Осветительные
- Агитационные